# Le Mystère de la jungle noire
À ne pas confondre avec la série Les Mystères de la jungle noire.
Pour plus de détails, voir Fiche technique et Distribution.
Le Mystère de la jungle noire, également connu sous le titre Kali, déesse insatiable (La vendetta dei Thugs), est un film d'aventures italien réalisé par Gian Paolo Callegari et Ralph Murphy, sorti en 1954.
C'est la suite du Tigre de Malaisie (I misteri della giungla nera), sorti la même année.

## Synopsis
En Inde, Tremal-Naik, doit faire face à la colère vengeresse des adeptes de la secte de Kali.

## Fiche technique
- Titre français : Le Mystère de la jungle noire ou Kali, déesse insatiable[1]
- Titre original italien : La vendetta dei Thugs[2]
- Réalisation : Gian Paolo Callegari, Ralph Murphy
- Scénario : Gian Paolo Callegari, Piero De Bernardi, d'après le roman d'Emilio Salgari
- Photographie : Massimo Dallamano
- Montage : Loris Bellero
- Musique : Giovanni Fusco, Georges Tzipine
- Décors : 	Alemanno Lowley
- Production : Giorgio Venturini
- Société de production : Venturini Produzione
- Pays de production :  Italie
- Langue originale : italien
- Format : couleurs par Ferraniacolor - 1,37:1 - Son mono - 35 mm
- Genre : film d'aventures
- Durée : 79 minutes
- Date de sortie :
  - Italie : 7 mars 1954
  - France : 22 octobre 1954 (Paris) ; 2 octobre 1957 (sortie nationale)

## Distribution
- Lex Barker : Tramal-Naik
- Fiorella Mari : Ada McPherson
- Paul Müller : Suyodhana
- Luigi Tosi : Capitaine McPherson
- Franco Balducci : Kammamuri
- Enzo Fiermonte : Sergent Claridge
- Raf Pindi : Major Kennedy
- Carla Calò : Sulima
- Jack Rex : Aghur

## Production
Le film a été tourné dans les studios FERT à Turin. Sur le plateau piémontais, le producteur Giorgio Venturini a été attaqué par un tigre de 14 mois dans sa cage. Les extérieurs ont été tournés dans le parc naturel de San Rossore, près de Pise, et dans la pinède de Tombolo (it), dans la province de Grosseto.